# Аесоо
А́есоо (ест. Aesoo küla) — село в Естонії, у волості Торі повіту Пярнумаа.

## Населення
Чисельність населення на 31 грудня 2011 року становила 20 осіб.

## Географія
Через село тече річка Навесті (Navesti jõgi).
Край села проходить автошлях 252 (Каансоо — Торі).

## Пам'ятки природи
Село розташовується на північному кордоні Національного парку Соомаа.

## Люди
В селі народилася Блуменфельдт Еліза Гансівна (1898—1982) — естонська радянська доярка, Герой Соціалістичної Праці.